# Wysoka (Góry Suche)
Wysoka (749 m n.p.m.) (niem. Erber Koppe lub Schulzen Berg, cz. Vysoká) – góra graniczna w południowo-zachodniej Polsce i północnych Czechach, w Sudetach Środkowych, w Górach Kamiennych, w paśmie Gór Suchych.
Wzniesienie położone w Sudetach Środkowych, w Górach Kamiennych, we wschodniej części pasma Gór Suchych (cz. Javoří hory), na południowy zachód od miejscowości Krajanów. Przez wierzchołek przechodzi polsko-czeska granica państwowa. Czeska, południowo-zachodnia część wzniesienia znajduje się w Obszarze Chronionego Krajobrazu Broumovsko.
Jest to wzniesienie zbudowane z permskich skał wylewnych - melafirów (trachybazaltów), które przecięte są dajką porfirów kwarcowych (trachitów).
Wzniesienie porośnięte lasem świerkowym regla dolnego. Po polskiej stronie wysoko pod wierzchołek podchodzą łąki. Po czeskiej stronie lasy mają charakter pierwotny. Są to buczyny sudeckie i kwaśne buczyny górskie.

## Turystyka
W pobliżu szczytu przechodzi szlak turystyczny:
- zielony – szlak graniczny prowadzący wzdłuż granicy z Tłumaczowa do Przełęczy Okraj